# Maitighar Mandala
Le Maitighar Mandala (en népalais: माइतीघर मण्डला) est un rond-point important de la ville de Katmandou au Népal. Intersection de quatre voies de circulation très fréquentées il est rehaussé en son centre par un mandala, au sol, de grande dimension.

## Description
Le rond-point de Maitighar, de configuration très irrégulière, est à l’intersection de voies urbaines importantes : au sud vers Thapathali et le fleuve Bagmati ; au nord vers le Singha Durbar, siège du gouvernement, et centre administratif du Népal, à l’est vers New-Baneshwar et l’aéroport, à l’ouest vers Sundhara et le vieux Katmandou. Maitighar est également le point de départ de l’axe routier ‘Araniko’ qui relie Katmandou à la frontière tibétaine et la Chine.
A l’occasion du 11e sommet du SAARC, en 2001, le rond-point fut embelli par la création en son centre d’une vaste mandala au sol, illustration majeure de l’art népalais.
Le Mandala est conçu à l’intérieur de plusieurs cercles concentriques. Le plus à l'extérieur a 32 Vajras, le suivant, vers l’intérieur, 16 pétales et le troisième a 32 guirlandes. A l’intérieur du mandala les couleurs ont leur importance car elles symbolisent différents mouvements et humeurs du tempérament humain ; noir-colère, orange-amour, bleu-compassion. Aux quatre coins du mandala se trouvent les ashtamangalas symboliques.

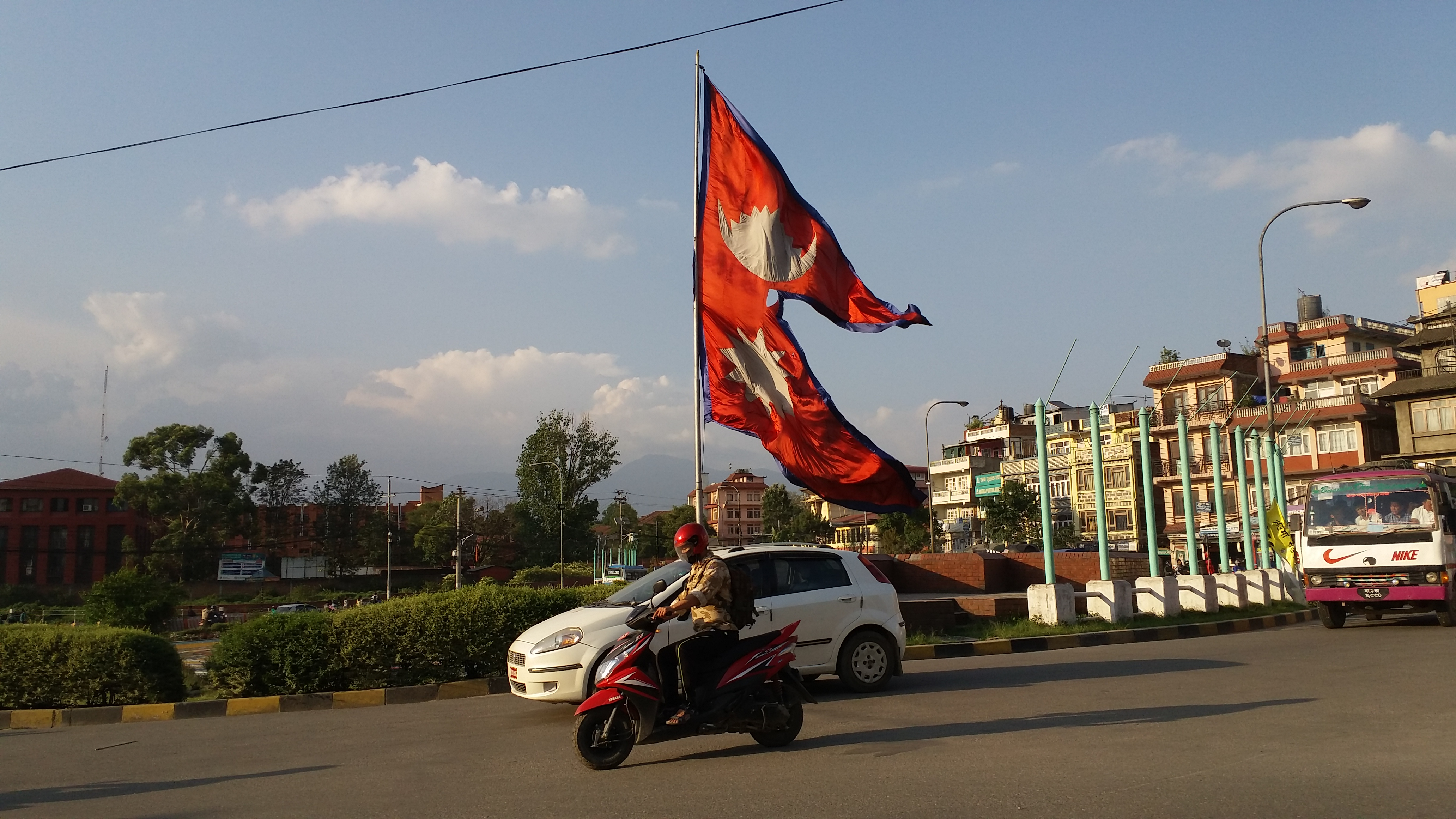
Un monumental drapeau népalais dans la partie supérieure du rond-point

En 2011 à l’occasion du 18e sommet du SAARC le rond-point et son mandala sont rénovés dans le cadre d’une amélioration générale des voies de circulation urbaine. Dans la partie supérieure du rond-point (vers New Baneswar) un mât de grande dimension est érigé au sommet duquel flotte un large drapeau népalais.
Durant la guerre civile népalaise des manifestants se réunissaient régulièrement au mandala pour réclamer la paix et protester contre la violence. Depuis lors, le Maitighar Mandala est devenu, en quelque sorte, le lieu de rassemblement de groupes de manifestants pour une cause ou l’autre. L’endroit s’y prête bien: la grande visibilité (carrefour important), l’espace disponible, la présence du drapeau népalais et la disposition des lieux en gradins.